# Carlos Calderón (Fußballspieler, 1943)
Carlos Calderón González (* 13. Dezember 1943 in Guadalajara, Bundesstaat Jalisco) ist ein ehemaliger mexikanischer Fußballspieler, der meistens im Mittelfeld zum Einsatz kam und während seiner gesamten aktiven Laufbahn von 1962/63 bis 1972/73 ausschließlich für seinen Heimatverein Chivas Guadalajara tätig war. Bekannt war er auch unter seinem Spitznamen „el Cuate“ (der Zwilling), der eine Verbindung zu seinem ebenfalls bei Guadalajara unter Vertrag stehenden Zwillingsbruder Ignacio Calderón herstellt, der als ausgezeichneter Torhüter ein Publikumsliebling der Chivas-Fans war und es als langjähriger Stammtorhüter der mexikanischen Nationalmannschaft zu 60 Länderspieleinsätzen und zwei WM-Teilnahmen (1966 und 1970) brachte.

## Karriere
Im Gegensatz zu seinem Bruder Ignacio, genannt „Nacho“, der langjähriger Stammtorhüter der mexikanischen Nationalmannschaft war, kam Carlos Calderón nur zu zwei Länderspieleinsätzen. Sein Debüt gab er am 23. Februar 1970 gegen Schweden (0:0) und seinen letzten Einsatz hatte er bereits zwei Wochen später am 8. März 1970 gegen Peru (0:1). Weil in diesen beiden Spielen ausgerechnet der bei den UNAM Pumas unter Vertrag stehende Francisco Castrejón das Tor hütete, kam es also nie zu einem Länderspiel der Mexikaner, bei dem die beiden Zwillingsbrüder gemeinsam auf dem Platz standen. 
Diese Konstellation ergab sich indes häufig im Verein. Doch Carlos Calderón war vom Verletzungspech verfolgt, seine Problemzonen waren die Knie. Im Laufe seiner Karriere musste er sich zwei Operationen im linken Knie unterziehen. Als dann auch noch Probleme mit dem rechten Knie auftraten, entschied er sich, sein Fußballerdasein zu beenden und fortan seinen eigentlichen Beruf als Zahnchirurg auszuüben. 

## Erfolge
- Mexikanischer Meister (3): 1964, 1965, 1970
- Mexikanischer Supercup (3): 1964, 1965, 1970
- Pokalsieger von Mexiko (1): 1970

| Personendaten    | Personendaten                 |
| ---------------- | ----------------------------- |
| NAME             | Calderón, Carlos              |
| ALTERNATIVNAMEN  | Carlos Calderón González      |
| KURZBESCHREIBUNG | mexikanischer Fußballspieler  |
| GEBURTSDATUM     | 13. Dezember 1943             |
| GEBURTSORT       | Guadalajara (Mexiko), Jalisco |